# 馬爾沙利
50°58′22″N 33°45′19″E / 50.97278°N 33.75528°E
馬爾沙利（烏克蘭語：Маршали）是位於烏克蘭東北部的村莊，由蘇梅州羅姆內區的內德里海利夫市鎮負責管轄。該村處於比日河右岸，距離奧梅利科韋、波利奧韋、比日夫卡和帕西奧維尼1.5公里，海拔高度167米，2001年人口429。